# 石津郵便局
石津郵便局（いしづゆうびんきょく）
- 新潟県長岡市にある郵便局。局番号は12495。
- 岐阜県海津市にある郵便局。本記事で記述する。

石津郵便局（いしづゆうびんきょく）は、岐阜県海津市にある郵便局。民営化前の分類では集配特定郵便局であった（現在は集配機能を廃止）。

## 概要
住所：〒503-0532 岐阜県海津市南濃町太田南條613-1

## 沿革
- 1970年（昭和45年）8月21日 - 電話交換業務を南濃電報電話局に移管[1]。
- 1978年（昭和58年）2月15日 - 和文電報配達業務を大垣電報電話局に移管。
- 2007年（平成19年）10月1日 - 民営化に伴い、併設された郵便事業羽島支店石津集配センターに一部業務を移管。
- 2012年（平成24年）10月1日 - 日本郵便株式会社発足に伴い、郵便事業羽島支店石津集配センターを石津郵便局に統合。
- 2015年（平成27年）2月2日 - 南濃郵便局へ集配業務を移管、無集配局となる。郵便番号を503-0599から503-0532に変更。

## 取扱内容
- 郵便、印紙、ゆうパック、内容証明
- 貯金、為替、振替、振込、国際送金、国債
- 生命保険、バイク自賠責保険
- ゆうちょ銀行ATM

## 周辺
- 海津市役所南濃南部支所
- 海津市立南濃中学校
- 海津市立石津小学校
- 揖斐川

## アクセス
- 養老鉄道養老線 石津駅から西へ約300m（徒歩約9分）
- 海津市コミュニティバス 石津駅停留所下車
- 東名阪自動車道 桑名東ICから北へ約11.5km
- 国道258号沿い
- 駐車場あり：4台